# Honnør
En honnør er en, typisk militær, respektfuld hilsen. Den kan have forskellige former, men som oftest foretages den ved at føre højre hånd op til tindingen eller kanten af hovedbeklædningen. Oprindeligt blev honnøren fremført for, i lighed med saluten, at vise at man ikke bar våben i hænder og hat.

## Historisk
Den moderne honnør, menes at stamme fra den praksis, hvor mænd løftede deres hat som respektfuld hilsen, hvilket også blev praksis i militære organisationer Med fremkomsten af tunge hjelme, der nogle gange også havde en hagerem, eksempelvis bjørneskindshuen, viste det sig dog at være upraktisk, at skulle løfte huen som hilsen, hvorfor bevægelsen blot blev udført, ved at føre en hånd op til kanten af huen. Senere fik honnøren en mere fast form, og hånden blev ført op til huekanten, med håndfladen fremad. Det menes, at fordi soldater ofte havde snavsede hænder, især søens folk der fik tjære på deres hænder gennem arbejdet på dæk, og det at præsentere en snavset hånd kunne være fornærmende, blev hånden drejet, således at det blev yderkanten af hånden der var fremad.
Længere tilbage i historien menes honnøren at stamme fra bevægelsen, når en ridder åbnede visiret i sin hjelm og viste sit ansigt.